# Пёль, Густав
Густав Пёль (нем. Gustav Poel; 2 августа 1917, Гамбург — 16 января 2009) — немецкий офицер-подводник, капитан-лейтенант (1 февраля 1943 года).

## Биография
10 сентября 1936 года поступил на флот кадетом. 1 октября 1938 года произведен в лейтенанты. Служил на миноносце «Тигр». В октябре 1938 года переведен в подводный флот.

## Вторая мировая война
С мая 1939 года 2-й вахтенный офицер на подлодке U-37. В июне 1942 года переведен инструктором в 25-ю (учебную) флотилию и в январе 1942 года зачислен в её штаб.
3 июня 1942 года назначен командиром подлодки U-413 (Тип VII-C), на которой совершил 6 походов (проведя в море в общей сложности 287 суток) в основном в Северную Атлантику. В феврале 1944 года потопил британский эсминец «Уорик».
19 апреля 1944 года отозван в Германию и назначен начальником группы в военно-морском училище в Мюрвике. С января 1945 года служил в штабе командующего подводным флотом.
21 марта 1945 года награждён Рыцарским крестом Железного креста.
Всего за время военных действий Пёль потопил 5 кораблей и судов общим водоизмещением 35 625 брт.